# Nu gris au bracelet
Nu gris au bracelet est un tableau réalisé par le peintre français Henri Matisse en 1913-1914. Cette huile sur toile représente sur un fond gris-bleu, via des contours noirs, une femme nue assise sur un siège les jambes croisées, un bracelet à son poignet gauche. Son modèle est Germaine Raynal. L'œuvre est conservée à la Staatsgalerie de Stuttgart, en Allemagne.